# 남새라
남새라(1997년 7월 1일 ~)는 대한민국의 가수다. 2017년 싱글 앨범 [I'm In Love]로 데뷔했다.

## 방송
- 슈퍼스타K 2016 (2016) - Top64
- 청춘스타 (2022) - Top108

## 음반
- I'm In Love (2017)
- 사랑한다는 말 (2017)
- 별에게 쓰는 편지 (2018)
- 어른이 되는 일 (2018)
- 일단 뜨겁게 청소하라 OST Part.7 (2019)
- 일단 뜨겁게 청소하라 OST (2019)
- 눈이 부시게 OST Part.4 (2019)
- 그런 놈이 뭐가 좋다고 (2020)
- To Yesterday (2021)
- 연애의 참견 2023 OST - part.2(2023)
- 너처럼 날 사랑할 수 있게(2024)

## 피처링
- 스카이라인 <날 따라와> (2017)